# جورج ديفيس الرابع
جورج ديفيس الرابع (بالإنجليزية: George Davis IV)‏ هو لاعب كرة قدم أمريكي في مركز الهجوم، ولد في 5 أغسطس 1987 في ليما في الولايات المتحدة. لعب مع أورلاندو سيتي وريتشموند كيكرز ولويسفيل سيتي.